# 汪氏家族墓地
汪氏家族墓地，位于中国甘肃省漳县，2001年6月25日公布为第五批全国重点文物保护单位，类型为古墓葬。
汪氏家族墓地的历史年代为元至明。